# Solidaridad Internacional Antifascista

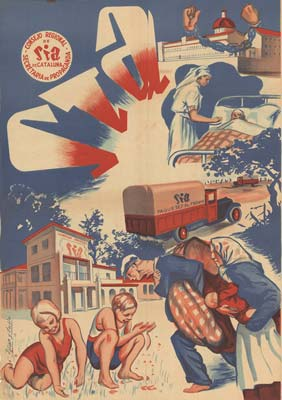
Cartel del Consejo de la SIA de Cataluña (1937-1938).

La Solidaridad Internacional Antifascista (SIA) fue una organización humanitaria que existió en la Segunda República española. Estaba políticamente alineado con el movimiento anarcosindicalista compuesto por la Confederación Nacional del Trabajo (CNT), la Federación Anarquista Ibérica (FAI) y otros grupos. Una de sus secretarias generales fue Lucía Sánchez Saornil, activista anarcafeminista.
Se dedicó a la publicidad y la recaudación de fondos en un intento de ayudar a la República española, repleta de refugiados, durante la guerra civil española. Colaboró con la organización Mujeres Libres para brindar asistencia a refugiados y soldados heridos.

## Fundación
La decisión de crear la SIA se tomó en Valencia el 15 de abril de 1937, pero no se puso en marcha efectivamente hasta junio de ese año, después de que las Jornadas de Mayo de 1937 en Barcelona enfrentaran a anarquistas y comunistas antiestalinistas contra la Segunda República española, el Consejo Ejecutivo de Cataluña y comunistas estatistas. Originalmente fue concebida como una organización humanitaria que apoyaría al Movimiento Libertario español y la Revolución española. Sirvió para difundir ideas anarquistas durante la guerra civil española y permitió a la CNT obtener apoyo material del extranjero.

## Solidaridad internacional
Entre su creación inicial en junio de 1937 y hasta los primeros meses de 1939, se crearon varias secciones extranjeras. Las primeras, creadas antes de finales de 1937, fueron las secciones francesa, sueca, británica, portuguesa y norteafricana.
La sección belga se fundó el 18 de mayo de 1946 y reunía a antifascistas antiestalinistas. La asociación organizaba la defensa de los solicitantes de asilo y era un lugar de encuentro para los inmigrantes, incluidos los miembros de la CNT española en el exilio.